# Guitars – the Museum

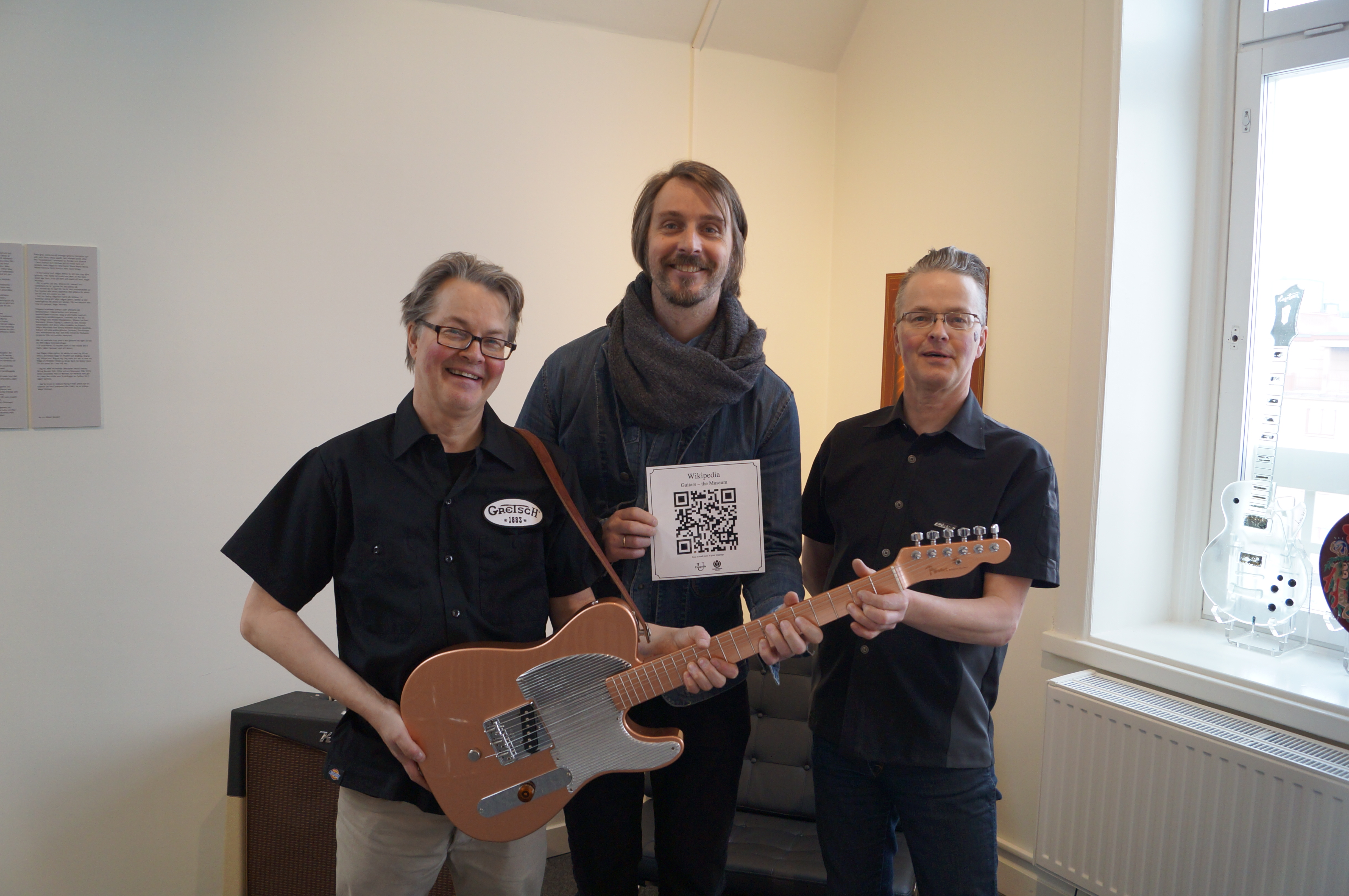
Museets grundare – Fredrik Fagerlund flankerad av bröderna Michael och Samuel Åhdén – med Umepedia-skylt.

Guitars – the Museum (i folkmun även kallat Gitarrmuseet) är ett museum beläget i centrala Umeå.
Initiativtagaren till Gitarrmuseet var Hasse Lidgren. Första presentationen för Umeå Kommun gjordes 2012, under andra halvan av år 2012 anslöt restaurangägarna och entreprenörerna Fredrik Fagerlund och Jonas Svedin till projektet. Då föll de sista bitarna på plats och gitarrmuseet i sin nuvarande form grundades och öppnade den 2 februari år 2014 i samband med invigningen av Umeå - Europas Kulturhuvudstad. Museet flyttade år 2018 från Vasagatan 20 till vindsvåningen hos Umeå Folkets Hus - Skolgatan 59 - där det nu huserar.
Museet drevs de första åren av Svenska Gitarrmuseet AB, ett gemensamt bolag under ledning av personerna bakom musikaffären 4Sound och den tidigare rockklubben Scharinska, , vilka också stor del ligger bakom satsningen på ett gitarrmuseum.
I november 2015 övergick ägandet av museet till en ideell förening, i vars styrelse även kommunen är representerad .
I maj 2019 öppnade Guitars på vindsvåningen hos Umeå Folkets Hus. Den ideella föreningen äger fortsatt driftbolaget Svenska Gitarrmuseet AB. 

## Kommunalt stöd
Umeå kommun har stött satsningen på ett gitarrmuseum dels genom renovering och anpassning av lokalerna, dels med en årlig medfinansiering om 2,4 miljoner kronor åren 2014–2015. I juni 2015 beviljades gitarrmuseet ytterligare 1,4 miljoner kronor i utvecklingsstöd från Umeå kommun. I januari 2016 beslutade kommunen om fortsatt stöd, med 1,4 miljoner kronor, vilket senare överklagats av föreningen Allt åt Alla Umeå.

## Samlingarna
Museets samlingar utgörs främst av elgitarrer från 1950- och 1960-talen, samt ett mindre antal elbasar, förstärkare och annat med koppling till elgitarrens historia. Allt har samlats in av bröderna Michael och Samuel Åhdén, från 1970-talet och framåt, men samlingen i sin helhet har inte tidigare visats för allmänheten.
Till de mer exklusiva gitarrerna i samlingen hör en 1958 Gibson Flying V, en 1960 Les Paul och en 1950 Fender Broadcaster. Med sina totalt sett drygt 500 gitarrer har museet redan uppmärksammats internationellt, och bland annat kallats världens största i sitt slag.
Förutom museets egna samlingar finns också plats för tillfälliga utställningar. I samband med invigningen visades utställningen Umeå – The European capital of hardcore 1989–2000 i samarbete med Folkrörelsearkivet.¨